# Szermierka na Letnich Igrzyskach Olimpijskich 1924 – szpada indywidualnie mężczyzn
Szpada indywidualnie mężczyzn była jedną z konkurencji szermierczych na Letnich Igrzyskach Olimpijskich 1924. Zawody odbyły się w dniach 10-11 lipca. W zawodach uczestniczyło 67 zawodników z 18 państw.

## Wyniki
Walka kończyła się jeżeli zawodnik otrzymał dwa trafienia.

### Runda 1
Sześciu najlepszych zawodników z każdej grupy awansowało do ćwierćfinału
Grupa A
| Miejsce | Zawodnik                 | Wygrane | Przegrane | Dogrywka | Dogrywka  | Kwal. |
| Miejsce | Zawodnik                 | Wygrane | Przegrane | Wygrane  | Przegrane | Kwal. |
| ------- | ------------------------ | ------- | --------- | -------- | --------- | ----- |
| 1       | Ernest Gevers            | 6       | 3         | —        | —         | Q     |
| 1       | Gustaf Lindblom          | 6       | 3         | —        | —         | Q     |
| 3       | George Calnan            | 5       | 4         | —        | —         | Q     |
| 3       | Joseph Misrahi           | 5       | 4         | —        | —         | Q     |
| 3       | Frederico Paredes        | 5       | 4         | —        | —         | Q     |
| 6       | Pieter von Boven         | 4       | 5         | 2        | 0         | Q     |
| 7       | Konstandinos Nikolopulos | 4       | 5         | 1        | 1         |       |
| 8       | Viggo Stilling-Andersen  | 4       | 5         | 0        | 2         |       |
| 9       | Johan Falkenberg         | 3       | 6         | —        | —         |       |
| 10      | Carlos Miguel            | 1       | 8         | —        | —         |       |

Grupa B
| Miejsce | Zawodnik              | Wygrane | Przegrane | Dogrywka | Dogrywka  | Kwal. |
| Miejsce | Zawodnik              | Wygrane | Przegrane | Wygrane  | Przegrane | Kwal. |
| ------- | --------------------- | ------- | --------- | -------- | --------- | ----- |
| 1       | Nils Hellsten         | 8       | 1         | —        | —         | Q     |
| 2       | Renzo Compagna        | 7       | 2         | —        | —         | Q     |
| 3       | Wouter Brouwer        | 5       | 4         | 2        | 2         | Q     |
| 3       | Mário de Noronha      | 5       | 4         | 2        | 1         | Q     |
| 3       | Léon Tom              | 5       | 4         | 2        | 1         | Q     |
| 3       | Trifon Triandafilakos | 5       | 4         | 2        | 1         | Q     |
| 7       | Héctor Belo           | 5       | 4         | 0        | 3         |       |
| 8       | Félix de Pomés        | 3       | 6         | —        | —         |       |
| 9       | Frithjof Lorentzen    | 1       | 8         | —        | —         |       |
| 10      | Ahmed Hassanein       | 0       | 9         | —        | —         |       |

Grupa C
| Miejsce | Zawodnik              | Wygrane | Przegrane | Dogrywka | Dogrywka  | Kwal. |
| Miejsce | Zawodnik              | Wygrane | Przegrane | Wygrane  | Przegrane | Kwal. |
| ------- | --------------------- | ------- | --------- | -------- | --------- | ----- |
| 1       | Charles Delporte      | 7       | 2         | —        | —         | Q     |
| 2       | Charles Biscoe        | 6       | 3         | —        | —         | Q     |
| 2       | Virgilio Mantegazza   | 6       | 3         | —        | —         | Q     |
| 4       | George Breed          | 5       | 4         | —        | —         | Q     |
| 4       | Carl Gripenstedt      | 5       | 4         | —        | —         | Q     |
| 6       | Krikor Agathon        | 4       | 5         | 1        | 0         | Q     |
| 7       | Domingo Mendy         | 4       | 5         | 0        | 1         |       |
| 8       | Constantin Antoniades | 3       | 6         | —        | —         |       |
| 9       | Josef Jungmann        | 2       | 7         | —        | —         |       |
| 9       | Miguel Zabalza        | 2       | 7         | —        | —         |       |

Grupa D
| Miejsce | Zawodnik          | Wygrane | Przegrane | Kwal. |
| ------- | ----------------- | ------- | --------- | ----- |
| 1       | Roger Ducret      | 6       | 2         | Q     |
| 1       | Robert Frater     | 6       | 2         | Q     |
| 1       | Pedro Nazar       | 6       | 2         | Q     |
| 4       | Frédéric Fitting  | 5       | 3         | Q     |
| 5       | Paul Anspach      | 4       | 4         | Q     |
| 5       | Conrado Rolando   | 4       | 4         | Q     |
| 7       | Eduardo Alonso    | 2       | 6         |       |
| 7       | Teodoros Foutanos | 2       | 6         |       |
| 9       | Josef Javůrek     | 0       | 8         |       |

Grupa E
| Miejsce | Zawodnik         | Wygrane | Przegrane | Dogrywka | Dogrywka  | Kwal. |
| Miejsce | Zawodnik         | Wygrane | Przegrane | Wygrane  | Przegrane | Kwal. |
| ------- | ---------------- | ------- | --------- | -------- | --------- | ----- |
| 1       | Eugène Empeyta   | 6       | 2         | —        | —         | Q     |
| 2       | Armand Massard   | 5       | 3         | —        | —         | Q     |
| 2       | Allan Milner     | 5       | 3         | —        | —         | Q     |
| 2       | Ivan Osiier      | 5       | 3         | —        | —         | Q     |
| 5       | Martin Holt      | 4       | 4         | 1        | 0         | Q     |
| 5       | Luis Lucchetti   | 4       | 4         | 1        | 0         | Q     |
| 7       | Ramíro Mañalich  | 4       | 4         | 0        | 2         |       |
| 8       | Salvador Quesada | 1       | 7         | —        | —         |       |
| 9       | Santos Ferreira  | 0       | 8         | —        | —         |       |

Grupa F
| Miejsce | Zawodnik               | Wygrane | Przegrane | Kwal. |
| ------- | ---------------------- | ------- | --------- | ----- |
| 1       | Gaston Cornereau       | 7       | 1         | Q     |
| 2       | Sigurd Akre            | 4       | 4         | Q     |
| 2       | Rui Mayer              | 4       | 4         | Q     |
| 2       | Willem van Blijenburgh | 4       | 4         | Q     |
| 2       | Wenceslao Paunero      | 4       | 4         | Q     |
| 2       | Peter Ryefelt          | 4       | 4         | Q     |
| 7       | Arthur Lyon            | 3       | 5         |       |
| 8       | Robert Montgomerie     | 2       | 6         |       |
| 8       | Jan Tille              | 2       | 6         |       |

Grupa G
| Miejsce | Zawodnik          | Wygrane | Przegrane | Dogrywka | Dogrywka  | Kwal. |
| Miejsce | Zawodnik          | Wygrane | Przegrane | Wygrane  | Przegrane | Kwal. |
| ------- | ----------------- | ------- | --------- | -------- | --------- | ----- |
| 1       | Domingo García    | 8       | 1         | —        | —         | Q     |
| 2       | Ramón Fonst       | 7       | 2         | —        | —         | Q     |
| 3       | Georges Buchard   | 5       | 4         | —        | —         | Q     |
| 3       | Raoul Heide       | 5       | 4         | —        | —         | Q     |
| 3       | Henri Jacquet     | 5       | 4         | —        | —         | Q     |
| 6       | Bror Lagercrantz  | 4       | 5         | 1        | 0         | Q     |
| 7       | Jan de Beaufort   | 4       | 5         | 0        | 1         |       |
| 8       | Jens Berthelsen   | 2       | 7         | —        | —         |       |
| 8       | Francisco Bollini | 2       | 7         | —        | —         |       |
| 8       | António de Castro | 2       | 7         | —        | —         |       |

### Ćwierćfinały
Sześciu najlepszych zawodników z każdej grupy awansowało do półfinału.
Grupa A
| Miejsce | Zawodnik          | Wygrane | Przegrane | Kwal. |
| ------- | ----------------- | ------- | --------- | ----- |
| 1       | Charles Delporte  | 7       | 3         | Q     |
| 1       | Domingo García    | 7       | 3         | Q     |
| 1       | Raoul Heide       | 7       | 3         | Q     |
| 1       | Luis Lucchetti    | 7       | 3         | Q     |
| 5       | Ivan Osiier       | 6       | 4         | Q     |
| 6       | Roger Ducret      | 5       | 5         | Q     |
| 7       | Gustaf Lindblom   | 4       | 6         |       |
| 8       | Krikor Agathon    | 3       | 7         |       |
| 8       | George Calnan     | 3       | 7         |       |
| 8       | Frederico Paredes | 3       | 7         |       |
| 11      | Martin Holt       | 2       | 8         |       |

Grupa B
| Miejsce | Zawodnik         | Wygrane | Przegrane | Kwal. |
| ------- | ---------------- | ------- | --------- | ----- |
| 1       | Ramón Fonst      | 7       | 2         | Q     |
| 1       | Carl Gripenstedt | 7       | 2         | Q     |
| 3       | Henri Jacquet    | 6       | 3         | Q     |
| 3       | Léon Tom         | 6       | 3         | Q     |
| 5       | Gaston Cornereau | 5       | 4         | Q     |
| 6       | Peter Ryefelt    | 4       | 5         | Q     |
| 7       | Rui Mayer        | 3       | 6         |       |
| 8       | Wouter Brouwer   | 2       | 7         |       |
| 8       | Pedro Nazar      | 2       | 7         |       |
| 10      | George Breed     | 1       | 8         |       |

Grupa C
| Miejsce | Zawodnik               | Wygrane | Przegrane | Dogrywka | Dogrywka  | Kwal. |
| Miejsce | Zawodnik               | Wygrane | Przegrane | Wygrane  | Przegrane | Kwal. |
| ------- | ---------------------- | ------- | --------- | -------- | --------- | ----- |
| 1       | Frédéric Fitting       | 9       | 1         | —        | —         | Q     |
| 2       | Renzo Compagna         | 7       | 3         | —        | —         | Q     |
| 3       | Paul Anspach           | 6       | 4         | —        | —         | Q     |
| 3       | Mário de Noronha       | 6       | 4         | —        | —         | Q     |
| 5       | Allan Milner           | 5       | 5         | —        | —         | Q     |
| 6       | Armand Massard         | 4       | 6         | 2        | 0         | Q     |
| 7       | Willem van Blijenburgh | 4       | 6         | 1        | 1         |       |
| 8       | Conrado Rolando        | 4       | 6         | 0        | 2         |       |
| 9       | Trifon Triandafilakos  | 3       | 7         | —        | —         |       |
| 10      | Robert Frater          | 2       | 8         | —        | —         |       |
| 10      | Bror Lagercrantz       | 2       | 8         | —        | —         |       |

Grupa D
| Miejsce | Zawodnik            | Wygrane | Przegrane | Dogrywka | Dogrywka  | Kwal. |
| Miejsce | Zawodnik            | Wygrane | Przegrane | Wygrane  | Przegrane | Kwal. |
| ------- | ------------------- | ------- | --------- | -------- | --------- | ----- |
| 1       | Georges Buchard     | 6       | 3         | —        | —         | Q     |
| 1       | Eugène Empeyta      | 6       | 3         | —        | —         | Q     |
| 1       | Ernest Gevers       | 6       | 3         | —        | —         | Q     |
| 1       | Nils Hellsten       | 6       | 3         | —        | —         | Q     |
| 1       | Virgilio Mantegazza | 6       | 3         | —        | —         | Q     |
| 6       | Charles Biscoe      | 4       | 5         | 2        | 0         | Q     |
| 7       | Joseph Misrahi      | 4       | 5         | 1        | 1         |       |
| 8       | Sigurd Akre         | 4       | 5         | 0        | 2         |       |
| 9       | Pieter von Boven    | 1       | 8         | —        | —         |       |
| 10      | Wenceslao Paunero   | 0       | 9         | —        | —         |       |

### Półfinał
Sześciu najlepszych zawodników z każdej grupy awansowało do finału.
Grupa A
| Miejsce | Zawodnik         | Wygrane | Przegrane | Kwal. |
| ------- | ---------------- | ------- | --------- | ----- |
| 1       | Léon Tom         | 7       | 4         | Q     |
| 2       | Renzo Compagna   | 6       | 5         | Q     |
| 2       | Gaston Cornereau | 6       | 5         | Q     |
| 2       | Charles Delporte | 6       | 5         | Q     |
| 2       | Roger Ducret     | 6       | 5         | Q     |
| 2       | Nils Hellsten    | 6       | 5         | Q     |
| 7       | Mário de Noronha | 5       | 6         |       |
| 7       | Raoul Heide      | 5       | 6         |       |
| 7       | Luis Lucchetti   | 5       | 6         |       |
| 10      | Henri Jacquet    | 4       | 7         |       |
| 10      | Ivan Osiier      | 4       | 7         |       |
| 12      | Frédéric Fitting | 3       | 8         |       |

Grupa B
| Miejsce | Zawodnik            | Wygrane | Przegrane | Dogrywka | Dogrywka  | Kwal. |
| Miejsce | Zawodnik            | Wygrane | Przegrane | Wygrane  | Przegrane | Kwal. |
| ------- | ------------------- | ------- | --------- | -------- | --------- | ----- |
| 1       | Virgilio Mantegazza | 9       | 2         | —        | —         | Q     |
| 2       | Georges Buchard     | 7       | 4         | —        | —         | Q     |
| 2       | Armand Massard      | 7       | 4         | —        | —         | Q     |
| 4       | Paul Anspach        | 6       | 5         | —        | —         | Q     |
| 5       | Peter Ryefelt       | 5       | 6         | —        | —         | Q     |
| 6       | Ernest Gevers       | 4       | 7         | 5        | 1         | Q     |
| 7       | Charles Biscoe      | 4       | 7         | 3        | 3         |       |
| 7       | Eugène Empeyta      | 4       | 7         | 3        | 3         |       |
| 7       | Ramón Fonst         | 4       | 7         | 3        | 3         |       |
| 7       | Domingo García      | 4       | 7         | 3        | 3         |       |
| 7       | Carl Gripenstedt    | 4       | 7         | 3        | 3         |       |
| 12      | Allan Milner        | 4       | 7         | 1        | 5         |       |

### Finał
| Miejsce | Zawodnik            | Wygrane | Przegrane | Dogrywka 1. | Dogrywka 1. | Dogrywka 2. | Dogrywka 2. |
| Miejsce | Zawodnik            | Wygrane | Przegrane | W           | P           | W           | P           |
| ------- | ------------------- | ------- | --------- | ----------- | ----------- | ----------- | ----------- |
| 1       | Charles Delporte    | 8       | 3         | —           | —           | —           | —           |
| 2       | Roger Ducret        | 7       | 4         | 2           | 1           | 1           | 0           |
| 3       | Nils Hellsten       | 7       | 4         | 2           | 1           | 0           | 1           |
| 4       | Gaston Cornereau    | 7       | 4         | 1           | 2           | 1           | 0           |
| 5       | Armand Massard      | 7       | 4         | 1           | 2           | 0           | 1           |
| 6       | Virgilio Mantegazza | 6       | 5         | —           | —           | —           | —           |
| 7       | Georges Buchard     | 5       | 6         | —           | —           | —           | —           |
| 7       | Léon Tom            | 5       | 6         | —           | —           | —           | —           |
| 9       | Paul Anspach        | 4       | 7         | —           | —           | —           | —           |
| 9       | Peter Ryefelt       | 4       | 7         | —           | —           | —           | —           |
| 11      | Renzo Compagna      | 2       | 9         | —           | —           | —           | —           |
| 12      | Ernest Gevers       | 1       | 10        | —           | —           | —           | —           |